# گرند بلو
گرند بلو (به انگلیسی: Grand Blue) (ぐらんぶる, که با نام Grand Blue Dreaming نیز شناخته می‌شود) یک مجموعه مانگای ژاپنی است که توسط کنجی اینوئه نوشته و به‌وسیلهٔ کیمیتاکه یوشیئوکا تصویرگری شده‌است. این مجموعه از آوریل ۲۰۱۴ در مجله سینن مانگای  گود! افترنون سریال‌سازی شد و تا ماه اکتبر ۲۰۲۴، بیست و سه جلد تانکوبون جمع‌آوری شده‌است. این مانگا توسط کودانشا USA تحت چاپ کمیک کودانشا به صورت دیجیتالی به انگلیسی منتشر می‌شود. یک اقتباس مجموعه تلویزیونی انیمه توسط استودیو Zero-G از ژوئیه تا سپتامبر ۲۰۱۸ پخش شد. یک اقتباس فیلم لایو اکشن نیز در اوت سال ۲۰۲۰ اکران شد. در تاریخ ۲۹ سپتامبر ۲۰۲۴ فصل دوم اقتباس مجموعه‌ی تلویزیونی این انیمه تأیید شد.

## داستان
کیتاهارا ایوری (Iori Kitahara) پسری جوان که مشتاقانه منتظر شروع زندگی جدید دانشگاهی خود در شبه جزیره‌ی ایزو است پا به مغازه‌ی غواصی عموی خود به نام "Grand Blue" می‌گذارد. اما اوضاع آن‌طور که او می‌خواست پیش نمی‌رود. پس از ورود به مغازه‌ی عمویش، او با گروهی از مردان برهنه مواجه می‌شود که بیشتر وقت خود را برای نوشیدن، مهمانی و لخت‌شدن می‌گذرانند. ایوری به سرعت شوکه می‌شود و پا به فرار می‌گذارد. علی‌رغم تلاشش برای فاصله‌گرفتن از این گروه، او به سرعت همراه جشن‌هایشان می‌شود و با آن‌ها می‌نوشد، این در حالی است که دخترعموهایش، یعنی چیسا (Chisa) و ناناکا کوته‌گاوا (Nanaka Kotegawa) سعی می‌کنند شگفتی‌های غواصی در اقیانوس و دریا را به وی نشان دهند. در ادامه با ماجراهای شاد و طنزگونه‌ی آن‌ها همراه می‌شویم.

## شخصیت‌ها

### پیک اِ بو (Peek a Boo، باشگاه غواصی)

#### کیتاهارا ایوری (北原 伊織,Kitahara Iori)
- صداپیشه: یوما اوچیدا[۵]
- هنرپیشه: ریو ریوسه (فیلم لایو اکشن)[۶]
- ایوری دانشجوی سال اول رشته‌ی مهندسی مکانیک در دانشگاه ایزو است که با وجود عضویت در باشگاه غواصی "Peek a Boo" هرگز شناکردن را یاد نگرفته است. او در ابتدا تلاش می‌کند که زندگی عادی‌ای داشته باشد، اما به سرعت درگیر فعالیت‌های این باشگاه می‌شود که اغلب به جشن‌هایی مملو از مستی و برهنگی ختم می‌شود. ایوری معمولاً بی‌خیال و پرهیاهو رفتار می‌کند، اما برای روابطش ارزش زیادی قائل است، تا جایی که در مواقع لازم، ویژگی‌های منفی خود را سرکوب می‌کند. او شخصیتی شوخ‌طبع و شاداب دارد، اما در عین حال پسری باهوش و باملاحظه است که حواسش به دوستانش نیز هست. اگرچه پدرش توسط خانواده‌ی کوته‌گاوا به فرزندخواندگی پذیرفته شده، ایوری چیسا و ناناکا را مانند اعضای خانواده‌ی خود می‌بیند. شخصیت صادق و بی‌ریای ایوری باعث می‌شود دل بسیاری از شخصیت‌هایی که در طول داستان با او روبه‌رو می‌شوند را به دست بیاورد، هرچند تمایلات کودکانه‌اش ابتدا او را درگیر مشکلاتی با این افراد می‌کند. در گذشته، او از نوشتن ترانه لذت می‌برد و آرزوی تشکیل یک گروه موسیقی را داشت؛ خاطراتی که حالا به‌خاطر کمبود مهارت و احساسات اغراق‌آمیزش، برایش شرم‌آور هستند. ایوری در ورزش‌هایی مثل تنیس، والیبال و هر ورزش دیگری که به دقت هدف‌گیری نیاز دارد، مهارت دارد. او عادت عصبی‌ای برای بیش‌ازحدفکرکردن به مسائل ساده دارد و به شکلی افراطی و عجیب به آن‌ها می‌پردازد.

#### کوته‌گاوا چیسا (古手川 千紗,Kotegawa Chisa)
- صداپیشه: چیکا آنزای[۵]
- هنرپیشه: یوکی یودا (فیلم لایو اکشن)
- چیسا، دخترعموی ایوری و هم‌کلاسی‌اش در دانشگاه ایزو، دختری باهوش و جذاب است که به غواصی علاقه‌ی خیلی زیادی دارد. در مقایسه با دیگر اعضای باشگاه Peek a Boo، چیسا عادی‌ترین عضو به نظر می‌رسد. او فردی منطقی، کم‌حرف و کسی است که به‌ندرت درگیر جشن‌های پر از الکل باشگاه می‌شود. چیسا ظاهراً علاقه‌ای به روابط عاشقانه ندارد. با این حال، او مجبور است تلاش‌های مکرر دیگر دانشجویان دانشگاه را برای جلب توجهش را دفع کند. هدف اصلی چیساکو این است که مانند مادرش مربی غواصی شود و به همین دلیل بیشتر از هر چیز دیگر خود را در فرهنگ غواصی غرق می‌کند. او برای حفظ خلوت خود از دیگران استفاده می‌کند، (هشدار لورفتن بخشی از داستان مانگا در ادامه) از جمله تظاهر به داشتن رابطه با ایوری برای دفع کسانی که به او ابراز علاقه کردند یا تنبیه او به‌خاطر کمک‌کردن به آینا به جای حمایت از او در مسابقه‌ی زیبایی. رابطه‌ی او با ایوری بین مهربانی به‌خاطر علاقه‌ی مشترک به غواصی و تنفر به‌خاطر رفتار پرهیاهوی ایوری در نوسان است، اما به نظر می‌رسد که احساسات آمیخته‌ای نسبت به ایوری دارد و هنوز نمی‌تواند آن‌طور که دلش می‌خواهد آن‌ها را بروز دهد. به‌دلیل رابطه‌ی سردش با مادرش، چیسا احساسات خود را به‌راحتی بروز نمی‌دهد و در موقعیت‌های احساسی اغلب سردرگم شده و کنترل خود را از دست می‌دهد. او مدتی تحت هیپنوتیزم قرار داشت و به ناچار تظاهر می‌کرد که دوست‌دختر ایوری است، اما حتی پس از پایان اثر هیپنوتیزم، همچنان تظاهر به این کار می‌کرد.

#### کوهی ایمامورا (今村 耕平,Imamura Kōhei)
- صداپیشه: ریوهی کیمورا[۵]
- هنرپیشه: آتسوهیرو اینوکای (فیلم لایو اکشن)[۶]
- کوهی، بهترین دوست ایوری است که با او رابطه‌ای دوستانه و در عین حال رقابتی دارد. او یک اوتاکوی تمام‌عیار است که اغلب لباس‌هایی با طرح شخصیت‌های دختر مورد علاقه‌اش از انیمه‌ها بر تن دارد. او برای دنبال‌کردن رویای غیرممکنش، که داشتن یک گروه از دختران دبیرستانی جذاب است، به دانشگاه آمده و در نهایت به باشگاه Peek a Boo کشیده می‌شود. بسیاری از رفتارهای طنز کوهی ناشی از علاقه‌اش به فرهنگ انیمه و جداشدن از واقعیت است. او اغلب در خواندن موقعیت‌های اجتماعی ناآگاه است، یا آن‌ها را با دینامیک‌های انیمه‌های موردعلاقه‌اش اشتباه می‌گیرد. یکی از شوخی‌های تکرارشونده این است که او به راحتی توسط اعضای باشگاه Peek a Boo از طریق علاقه‌اش به صداپیشگان زن معروف فریب می‌خورد؛ به‌ویژه، تحسین او از کایا میزوکی در چندین بخش داستان به نقطه محوری تبدیل می‌شود. با این حال، در شرایط نادر، او قدرت، استقامت و هوش چشمگیری از خود نشان می‌دهد، به‌خصوص زمانی که علایق مرتبط با انیمه‌اش تهدید شود. در نگاه اول، رابطه کوهی با ایوری با خشونت کمدی و درگیری بر سر مسائل پیش‌پاافتاده تعریف می‌شود، اما او به سلامت دوستش اهمیت می‌دهد و در مواقع ضروری قابل اعتماد است. به‌طور ضمنی اشاره شده که کوهی از یک خانواده ثروتمند است. (هشدار لورفتن بخشی از داستان مانگا در ادامه) در بخشی از داستان او به آینا کمک می‌کند تا احساساتش را به ایوری ابراز کند، اما در نهایت آینا متوجه می‌شود که ایوری احساس عاشقانه‌ای نسبت به او ندارد. همین موضوع باعث می‌شود که کوهی در جواب پیشنهاد گذشته‌ی آینا بگوید که می‌خواهد با او به سر قرار بروند. در حال حاضر آن‌ها با هم در رابطه هستند.

#### آینا یوشیوارا (吉原 愛菜,Yoshiwara Aina)
- صداپیشه: کانا آسومی[۵]
- هنرپیشه: رن ایشی‌کاوا (فیلم لایو اکشن)
- دانشجوی سال اول کالج زنان اُومی و عضو سابق باشگاه تنیس "تینکربل"، او  به‌خاطر استفاده‌ی زیاد از لوازم آرایش برای جلب توجه پسرها، به "کیکی" معروف شده است. بعدها، پس از اینکه ایوری و کوهی از او در برابر دیگران دفاع کردند، به باشگاه Peek a Boo پیوست. اگرچه در ابتدا به کوهی پیشنهاد دوستی داد، اما پس از این‌که ایوری برای انتقام از اذیت‌شدن او توسط باشگاه تینکربل کاپیتان کودو را تحقیر کرد، احساسات عاشقانه‌ی پایداری نسبت به ایوری پیدا کرد. بدون آرایش، آینا فردی آرام‌تر و خجالتی‌تر است و اغلب در نقش تسوکومی (کسی که رفتارهای عجیب دیگران را به چالش می‌کشد) در میان هرج‌ومرج‌های اطرافش ظاهر می‌شود. او تنها فرد گروه است که نمی‌تواند آشپزی کند و دست‌وپاچلفتی‌ترین عضو آن‌ها محسوب می‌شود. آینا در یک مزرعه‌ی روستایی بزرگ شده و به همین دلیل در کارهای یدی مثل رانندگی با دنده‌ی دستی مهارت زیادی دارد. پیشینه‌ی روستایی‌اش باعث شده از لهجه‌ی خود احساس شرمندگی کند و گاهی هنگام عصبی‌شدن از آن لهجه استفاده کند. همچنین او به فعالیت‌هایی که با زندگی شهری جذاب مرتبط می‌داند علاقه‌مند است. کودکی منزوی آینا باعث شده دیدگاه‌های ساده‌لوحانه‌ای نسبت به عشق داشته باشد که از فیلم‌ها و کتاب‌ها الهام گرفته است. در میان اعضای Peek a Boo، او نسبت به اندامش خجالتی‌ترین است و خودش را با ناناکا و آزوسا مقایسه می‌کند. تنها زمانی که آرایش می‌کرد، می‌توانست برونگرا به نظر برسد. برخلاف ظاهر آرامش، پس از نوشیدن مقدار کمی الکل به یک دیوانه‌ی واقعی در جشن‌ها و مهمانی‌ها تبدیل می‌شود. (هشدار لورفتن بخشی از داستان مانگا در ادامه) او پس از آن‌که فهمید ایوری احساسات عاشقانه‌ای نسبت به او ندارد، قلبش شکست و غمگین شد. در ادامه تصمیم گرفت تا با کوهی وارد رابطه شود.

#### ریوجیرو کوتوبوکی (寿 竜次郎,Kotobuki Ryūjirō)
- صداپیشه: کاتسویوکی کونیشی[۵]
- هنرپیشه: هیروآکی ایواناگا (فیلم لایو اکشن)
- یک دانشجوی سال‌بالایی در دانشگاه ایزو و عضو باشگاه Peek a Boo که اغلب مشغول به خوش‌گذرانی و مست‌کردن همراه با بقیه‌ی اعضای باشگاه است. او قدی بلند و موهایی بلوند دارد. کوتوبوکی، در زمان مهمانی‌ها، از نظر ظاهر و شخصیت بسیار شبیه توکیتا است، اما می‌تواند به طرز شگفت‌انگیزی کاریزماتیک باشد. او به‌صورت پاره‌وقت به‌عنوان یک باریستای حرفه‌ای کار می‌کند.

#### شینجی توکیتا (時田 信治,Tokita Shinji)
- صداپیشه: هیروکی یاسوموتو[۵]
- هنرپیشه: سوزونوسکه تاناکا (فیلم لایو اکشن)
- دانشجوی سال‌بالایی در دانشگاه ایزو و عضو Peek a Boo که اغلب مشغول به خوش‌گذرانی و مست‌کردن همراه با بقیه‌ی اعضای باشگاه است. توکیتا یک دانشجوی کالج قوی‌هیکل و آرام است که عاشق مهمانی است. با این حال، مانند دیگر اعضای PAB، او به‌شدت عاشق غواصی است و خطرات احتمالی آن را جدی می‌گیرد. برخلاف انتظارات ایوری، توکیتا یک دوست‌دختر دارد.

#### آزوسا هامائوکا (浜岡 梓,Hamaoka Azusa)
- صداپیشه: توئا یوکیناری[۵]
- هنرپیشه: یوکا اُگورا (فیلم لایو اکشن)
- یک دانشجوی سال‌بالایی از کالج زنان اُومی و عضو Peek a Boo که اغلب با دیگر اعضای سال‌بالایی باشگاه جشن می‌گیرد. او از معدود زنان گروه است. آزوسا با رفتارهای ناخواسته‌ی اغواگرایانه‌اش نشان داده می‌شود، که باعث می‌شود اعضای جوان‌تر فکر کنند در زمینه‌ی مسائل جنسی تجربه زیادی دارد. با این حال، بی‌بندوباری او عمدتاً به وسواس شدیدش نسبت به ناناکا محدود می‌شود که اغلب جنبه‌ی طنز دارد. او به‌طور یک‌طرفه عاشق توکیتا است، اما معتقد است که دنبال‌کردن این علاقه می‌تواند به پویایی گروه سال‌بالایی‌های Peek a Boo آسیب بزند. آزوسا نسبت به ظاهر خود بسیار بی‌خیال است و اغلب دیگران را با برهنه‌شدن‌های ناگهانی‌اش شوکه می‌کند. او ابتدا به ایوری نزدیک می‌شود، چون به اشتباه فکر می‌کند ایوری دوجنس‌گراست و به‌دنبال کسی می‌گردد تا درباره‌ی علایق خاصش صحبت کند. آزوسا روحیه‌ی سخاوتمندی دارد و به‌طور شگفت‌آوری دیگر اعضای Peek a Boo را در حل مشکلات شخصی‌شان کمک می‌کند. این ویژگی با یک رگه بازیگوش همراه است که معمولاً مسائل را به شکل طنزآمیزی پیچیده می‌کند.

### گرند بلو (باشگاه غواصی)

#### ناناکا کوته‌گاوا (古手川 奈々華,Kotegawa Nanaka)
- صداپیشه: مایا اوچیدا[۵]
- هنرپیشه: آیا آساهینا (فیلم لایو اکشن)
- یک زن جذاب و مربی غواصی در فروشگاه گرند بلو که بیشتر مواقع شاهد شوخی‌ها و فعالیت‌های باشگاه غواصی است. او کمتر از دیگران در مهمانی‌های نوشیدنی باشگاه Peek a Boo شرکت می‌کند. همچنین اعضای باشگاه اعتراف کرده‌اند که در حضور او کمتر رفتارهای اغراق‌آمیز مانند برهنه‌شدن یا نوشیدن افراطی نشان می‌دهند. او به‌طور پنهانی به چیسا علاقه دارد (حالتی مشابه سیس‌کون، که در آن فرد علاقه‌ی شدیدی به خواهر خود دارد)، با وجود اینکه خواهرش است، اما اعتراف کرده که اگر ایوری قول دهد چیسا را خوشبخت کند، از او حمایت خواهد کرد. به‌طور طعنه‌آمیزی، ناناکا در بیشتر موارد مربوط به مسائل جنسی یا ناراحت است یا بی‌اطلاع، که باعث می‌شود ناخودآگاه در موقعیت‌های عجیب با ایوری و آزوسا قرار بگیرد. او از قدرت بدنی ترسناکی برخوردار است که هر زمان رابطه‌اش با چیسا تهدید شود، آشکار می‌شود.

#### توشیو کوته‌گاوا (古手川 登志夫,Kotegawa Toshio)
- صداپیشه: شینجی کاوادا[۷]
- هنرپیشه: ماساهیرو تاکاشیما (فیلم لایو اکشن)
- مالک فروشگاه غواصی گرند بلو، عموی ایوری و پدر چیسا و ناناکا.

#### کایا میزوکی (水木 カヤ,Mizuki Kaya)
- صداپیشه: نانا میزوکی[۷]
- یک صداپیشه و آیدل معروف که به خاطر علاقه‌اش به غواصی با باشگاه Peek a Boo آشنا شده است. او دوست آزوسا است و دیدگاه مثبتی نسبت به ایوری دارد. او صداپیشه‌ی موردعلاقه‌ی کوهی است.

### دیگر شخصیت‌ها

#### کاپیتان کودو (工藤会長,Kudō-kaichō)
- صداپیشه: جون فوکویاما[۷]
- هنرپیشه: یویا هیراتا (فیلم لایو اکشن)
- کاپیتان باشگاه تنیس تینکربل و یک پسر خوش‌قیافه و خوش‌گذران که به دلیل رفتار بدش با آینا، توسط ایوری و کوهی در برابر جمعیت تحقیر شد.

#### هاجیمه نوجیما (野島 元,Nojima Hajime)
- صداپیشه: تاکویا اگوچی[۷]
- هنرپیشه: یوکی میروناگا (فیلم لایو اکشن)
- یکی از هم‌کلاسی‌های ایوری در دانشگاه ایزو. یک پسر خوش‌گذران خودخوانده که معمولاً در جذب شریک عاشقانه موفق نیست. اگرچه تلاش می‌کند کاریزماتیک باشد، اما معمولاً رفتارش مضحک به نظر می‌رسد.

#### شینیچیرو یاماموتو (山本 信一郎,Yamamoto Shin'ichirō)
- صداپیشه: جونیا انوکی[۷]
- هنرپیشه: یوما یاماتو (فیلم لایو اکشن)
- یکی از هم‌کلاسی‌های ایوری در دانشگاه ایزو. او کاملاً آشکار تمایل خود را برای پیداکردن دوست‌دختر نشان می‌دهد و اغلب توسط دوستانش به دلیل اینکه ممکن است تا آخر عمر مجرد بماند، مورد شوخی قرار می‌گیرد.

#### کنتا فوجیوارا (藤原 健太,Fujiwara Kenta)
- صداپیشه: رابرت واترمن[۷]
- یکی از هم‌کلاسی‌های ایوری در دانشگاه ایزو. مردی قوی‌هیکل و در عین حال محترم‌ترین و معصوم‌ترین دوست ایوری. او اغلب در داستان به‌عنوان شخصیتی "نامرئی" برای دیگر شخصیت‌های مهم نمایش داده می‌شود که جنبه‌ای طنز به ماجراها می‌افزاید.

#### یو میتارای (御手洗 優,Mitarai Yū)
- صداپیشه: ناتسوکی هانائه[۷]
- یکی از هم‌کلاسی‌های ایوری در دانشگاه ایزو. برخلاف دیگران، یو در رابطه‌ای با دوست دوران کودکی‌اش، ری، قرار دارد. دوستانش به‌ محض فهمیدن این موضوع سعی در خراب‌کردن رابطه‌ی او دارند. او به دلیل میل به خودویرانگری برای جلب‌توجه یا طرح‌های دوستانش، بارها توسط ری کتک می‌خورد.

#### شیوری کیتاهارا (北原 栞,Kitahara Shiori)
- خواهر کوچک ایوری، یک دانش‌آموز سال سوم دبیرستان که اغلب با یک کیمونوی سنتی قدیمی دیده می‌شود. او به‌ظاهر به ایوری محبت نشان می‌دهد، اما در حقیقت سعی دارد او را به قبول مدیریت مسافرخانه‌ی خانوادگی‌شان متقاعد کند تا خودش از این مسئولیت سنگین والدین فرار کند. شیوری با وجود سن کمش، بسیار زیرک و باهوش است، به‌طوری که می‌تواند تجهیزات نظارتی بسازد و همچنین وانمود کند که دختری کاملاً مؤدب و عاشق برادرش است. او بعدها احترام واقعی نسبت به ایوری پیدا می‌کند، اما همچنان او را فردی کم‌هوش و بی‌مسئولیت می‌داند.

#### نائومی اوتویا (乙矢 尚海,Otoya Naomi)
- همکار ایوری و یک دانش‌آموز دبیرستانی. او به غواصی علاقه زیادی دارد و رئیس باشگاه غواصی مدرسه‌اش است.

#### ساکوراکو بوسوجیما (毒島 桜子,Busujima Sakurako)
- یک دانشجو در دانشگاه زنان اُومی. او به ظاهر خوب، هم برای خودش و هم برای شریک‌هایش، اهمیت زیادی می‌دهد. (هشدار لورفتن بخشی از داستان مانگا در ادامه) بوسوجیما علاقه‌ی شدیدی به کیتاهارا ایوری دارد و بارها تلاش می‌کند تا با او بخوابد، اما هر بار به دلایلی در این کار شکست می‌خورد. در نهایت موفق می‌شود که به مدت یک دقیقه با ایوری وارد رابطه شود و او را ببوسد. بعد از آن اتفاق، شایعه کرد که کیتاهارا ایوری خواسته است تا با او وارد رابطه شود، اما این بوسوجیما بوده است که او را پس زده است.

## رسانه

### مانگا
اثر کنجی اینوئه (Kenji Inoue) و تصویرگری کیمیتاکه یوشیوکا (Kimitake Yoshioka)، مانگای Grand Blue از تاریخ ۷ آوریل ۲۰۱۴ در مجله مانگای سینن Good! Afternoon، متعلق به کودانشا، منتشر شد. کودانشا تاکنون چپترهای این سری را در قالب تانکوبون (جلدهای مستقل) گردآوری کرده است. اولین جلد در تاریخ ۷ نوامبر ۲۰۱۴ منتشر شد و تا اکتبر ۲۰۲۴ تعداد ۲۳ جلد از این مجموعه منتشر شده است.
کودانشا USA ناشر نسخه‌ی دیجیتالی این مانگا است و تا ۶ ژوئن ۲۰۲۳، هجده جلد از آن در دسترس عموم قرار گرفته است.

### انیمه
اقتباس تلویزیونی انیمه‌ای این سری در مارس ۲۰۱۸ اعلام شد. این انیمه توسط شینجی تاکاماتسو (Shinji Takamatsu) کارگردانی و نویسندگی شده است و او همچنین مدیریت بخش صدا را برعهده داشت. استودیو Zero-G وظیفه تولید انیمیشن را برعهده داشت و طراحی شخصیت‌ها توسط هیدئوکی کوساما (Hideoki Kusama) انجام شد. این انیمه شامل ۱۲ قسمت بود و از ۱۴ ژوئیه تا ۲۹ سپتامبر ۲۰۱۸ در بلوک برنامه‌ریزی Animeism در شبکه JNN، از جمله MBS، TBS و BS-TBS، و همچنین AT-X پخش شد.
ترانه آغازین (موزیک اوپنینگ) انیمه با نام Grand Blue توسط گروه Shōnan no Kaze اجرا شد و ترانه پایانی با نام Konpeki no al Fine توسط گروهی به نام Izu no Kaze (شامل یوما اوچیدا، ریوهای کیمورا، هیروکی یاسوموتو و کاتسویوکی کونیشی) اجرا شد. فصل اول این انیمه به‌صورت اختصاصی در سرویس Amazon Video برای مخاطبان جهانی پخش شد.
در سپتامبر ۲۰۲۴، فصل دوم این انیمه اعلام شد. در این فصل، تاکاماتسو به‌عنوان کارگردان و نویسنده بازمی‌گردد و استودیوی Liber به‌همراه Zero-G در تولید انیمیشن همکاری خواهند کرد.

### لایو اکشن
در سال 2019 برای این اثر یک اقتباس فیلم لایو اکشن معرفی شد، که تسوتومو هانابوسا کارگردانی آن را برعهده داشت. در ابتدا قرار بود در تاریخ ۲۹ مه سال ۲۰۲۰ اکران شود، اما بخاطر دنیاگیری کووید-۱۹ در ۷ اوت ۲۰۲۰ اکران شد. منتقدان SAF به این اثر نمره‌ی ۷۵ از ۱۰۰ دادند و آن را یک فیلم کمدی خوب سورئال خواندند.

## بازخورد
تا آوریل ۲۰۲۳، مانگای Grand Blue بیش از ۸ میلیون نسخه در گردش داشته است.